# Andrés Molina
José Sergio Andrés Molina Magofke (Temuco, 17 de noviembre de 1963) es un ingeniero y político chileno. Fue diputado de la República por el distrito N.° 23 y presidente electo del partido Evolución Política tras la salida de Hernán Larraín Matte. Anteriormente se desempeñó como intendente de la Región de La Araucanía, durante el primer gobierno del presidente Sebastián Piñera.

## Biografía
Está casado con Alejandra García, tiene tres hijos: Bernardita, Agustín y Santiago.
Es Ingeniero Civil Industrial de la Universidad de Santiago de Chile, se ha desempeñado principalmente en el área forestal. Trabajó en Empresas El Rehue en Villarrica, luego en Empresas Magasa y actualmente es socio, junto a su hermano Rodrigo, de Forestal Santa Laura Ltda.
Tales labores lo llevaron a participar de la Corparaucanía. Por su rol en la Corporación Chile de la Madera (CORMA) ha sido miembro del directorio desde de su Fundación: tras la renuncia de Francisco Alanis, asumió como presidente en mayo del 2009.
Allí fue ratificado por la asamblea y el directorio posteriormente, por dos años a contar de enero del 2010. Finalmente, renunció a su cargo para asumir  nuevas funciones políticas como intendente de La Araucanía.

## Carrera política
Fue intendente de la región de la Araucanía entre 2010 y 2014, durante el primer gobierno de Sebastián Piñera.
Es uno de los fundadores del partido Evolución Política (Evopoli) del cual es presidente.
En las elecciones parlamentarias de 2017, se postuló como diputado por Evópoli, representando al Distrito n.º 23 (Carahue, Cholchol, Cunco, Curarrehue, Freire, Gorbea, Loncoche, Nueva Imperial, Padre Las Casa, Pitrufquén, Pucón, Saavedra, Temuco, Teodoro Schmidt, Toltén, Villarrica), para el período 2018-2022. Obtuvo 23 887 votos, correspondientes a un 10,64 % del total de sufragios válidamente emitidos, siendo electo.
Asumió como diputado el 11 de marzo de 2018. Integra las comisiones permanentes de Derechos Humanos y Pueblos Originarios; Gobierno Interior, Nacionalidad, Ciudadanía y Regionalización; y Zonas Extremas y Antártica Chilena.
El 20 de julio de 2020, asume la presidencia del partido tras la renuncia voluntaria del abogado Hernán Larraín Matte.
El 21 de noviembre de 2021, durante las elecciones parlamentarias de 2021, fue candidato a la reelección por su distrito, no siendo electo al resultar con un 4,75% de los votos.

## Controversias
Durante su etapa como intendente de la Araucanía, surgió la necesidad de imponer restricciones al uso de leña. Frente a esto, se permitió el uso de briquetas (un biocombustible sucedáneo de la leña), y además se adquirieron grandes cantidades de éstas para ser entregados a los sectores de bajos recursos. En ese tiempo la principal empresa productora de briquetas en aquel tiempo era Magabrix, dependiente de forestal Magasa, y cuyo gerente general era Mario Arnoldo García, suegro de Andrés Molina.
Siendo Diputado, en 2020 pidió explicaciones al rector de la Universidad de Chile, Ennio Vivaldi, por la existencia de una escuela de guerrilla llamada "ACAB", relacionándola con el acrónimo A.C.A.B., mas dicha sigla se usa para denominar al Archivo Central Andrés Bello, de propiedad de la Universidad.
En septiembre de 2022, a través de su cuenta de Twitter, se mofó de la Vocera de Gobierno Camila Vallejo, adjuntando una foto de un punto de prensa realizada por ella junto a sus asesores, mofándose de la vestimentas de las autoridades indicando «al parecer anduvieron de shopping en la ropa americana». Tras ser acusado de clasista, indicó «se trata de buen gusto, entiendo que pueden vestirse dónde quieran con el sueldo que tienen». Tras ser interpelada, Vallejo respondió «(...) cada vez importa menos lo que digan u opinen sobre nuestra apariencia o cómo nos vestimos (...) La violencia simbólica existe».

## Historial electoral

### Elecciones parlamentarias de 2017
- Elecciones parlamentarias de 2017 a Diputados por el distrito 23 (Carahue, Cholchol, Cunco, Curarrehue, Freire, Gorbea, Loncoche, Nueva Imperial, Padre Las Casas, Pitrufquén, Pucón, Saavedra, Temuco, Teodoro Schmidt, Toltén y Villarrica)[13]

### Elecciones parlamentarias de 2021
- Elecciones parlamentarias de 2021 a Diputado por el distrito 23 (Carahue, Cholchol, Cunco, Curarrehue, Freire, Gorbea, Loncoche, Nueva Imperial, Padre Las Casas, Pitrufquén, Pucón, Saavedra, Temuco, Teodoro Schmidt, Toltén y Villarrica).[14]